# Sandtjärnarna, Jämtland
Sandtjärnarna är en sjö i Krokoms kommun i Jämtland och ingår i Indalsälvens huvudavrinningsområde.